# Cléopâtre fille de Tros
Pour les articles homonymes, voir Cléopâtre.
Dans la mythologie grecque, Cléopâtre, en grec ancien Κλεοπάτρα, est la fille de Tros, roi de Dardanie en Troade, et de Callirrhoé, selon la généalogie donnée par Apollodore le Mythographe ; elle a pour frères Assaracos, Ganymède et Ilos,.  
Elle est envoyée à Ilion par les Locriens.